# Alina Panova
Alina Panova (nombre completo Alina Panova-Marasovich, Alina nació en Vaksman en Kiev, Ucrania) es una diseñadora de vestuario teatral y cinematográfico y productora ucraniano-estadounidense.

## Biografía
Panova nació en Kiev, Ucrania, en 1961. Estudió artes en la Escuela Estatal de Artes Shevchenko en Kiev, y Cooper Unión en la Ciudad de Nueva York, después de que su familia emigrara a los EE. UU. en 1979.

## Carrera
En 2006 Panova produjo su primer largometraje, ORANGELOVE (dirigido por Alan Badoyev y protagonizado por Aleksei Chadov y Olga Makeyeva). La película fue premiada en el Festival de Cannes.

## Familia
Casada con el compositor croata Željko Marasović, Panova vive en Los Ángeles, California.

## Filmografía[2]
- La edad de la inocencia (1993)
- Addams Family Values (1993)
- Notes from Underground (1995)
- Dunston Checks In (1996)
- The Naked Man (1998)
- Bruiser (2000)
- Sexual Life, de Ken Kwapis (2004)
- Standing Still (2005)
- Orangelove (2007)